# George Vaughan Maddox
George Vaughan Maddox (Monmouth, 1802.  –  Hempsted, Gloucestershire, 1864. február 27.) 19. századi brit építész. Munkáinak nagy része Monmouthshire grófsághoz fűződik.

## Életútja
1802-ben született. Apja, John Maddox szintén építész volt, s az ő munkáinak nagy része is Monmouthshire grófsághoz kötődik. George Vaughan Maddox tervezte Monmouth városának legjelentősebb épületeit, névlegesen a Market Hall-t, amelyet „legfőbb munkájának” tartott, a The Beaufort Arms Hotelt, a metodista templomot, a Szabadkőműves Páholy székhelyét, a Masonic Hall-t, a Kingsley House-t, az Oak House-t és a St. James Street 18. szám alatt álló épületet. Munkássága révén jelentősen hozzájárult a mai városkép kialakulásához, John Newman helyi művészettörténész szerint, „hozzájárult Monmouth sajátos építészeti összképének kialakulásához”. Newman szerint munkásságának csúcsa a Priory Street kialakítása, amelyet az egykori főutca, a Church Street teher- és forgalommentesítése céljából hoztak létre. Maddox elsősorban neoklasszicista stíluselemekkel dolgozott.
Saját maga számára tervezte Rockfieldben a Pentwyn nevű házat 1834 és 1837 között. Ugyancsak az ő nevéhez fűződik a Croft-Y-Bwla, egy villa Monmouth és Rockfield között félúton. Ő tervezte újra a The Hendre nevű udvarházat is, valamint a pontypooli főutcát, a Commercial Street-et.

## Jelentősebb épületei

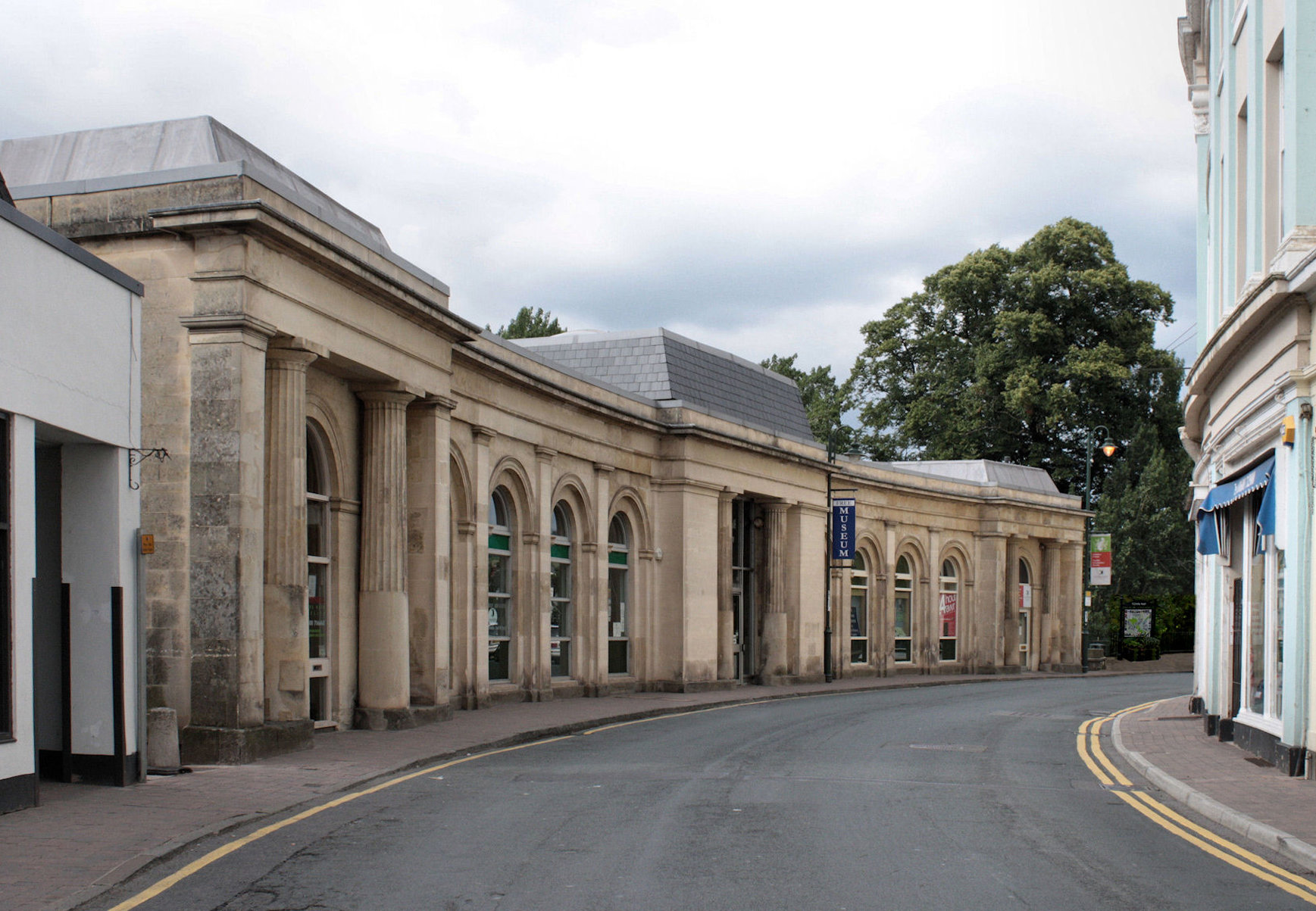
Market Hall
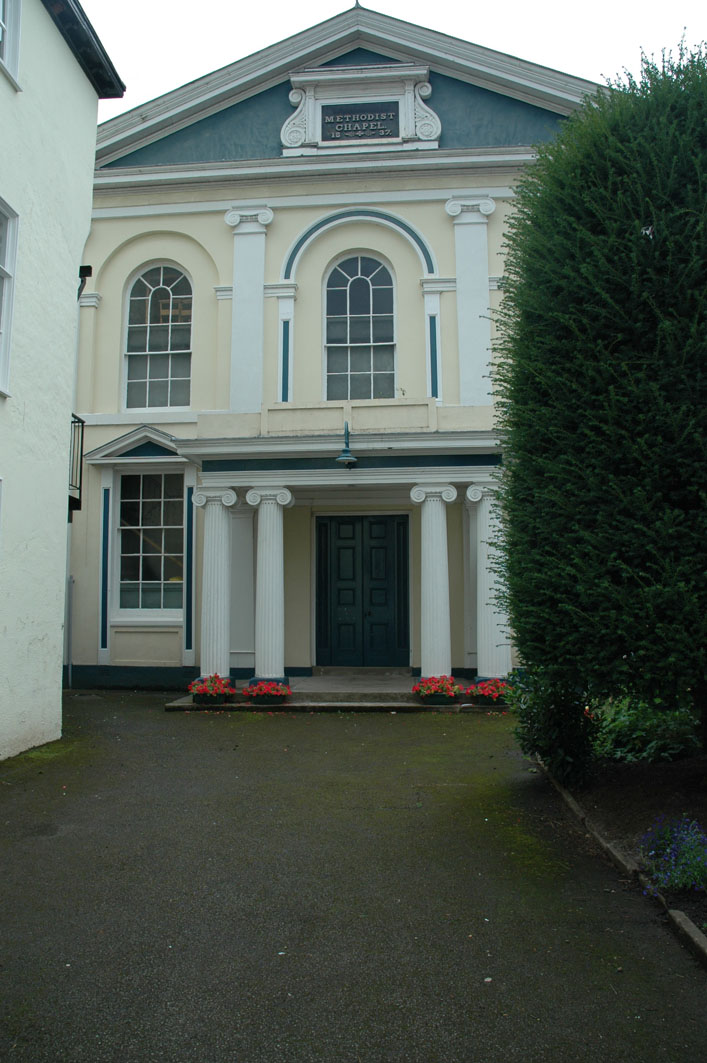
Metodista templom
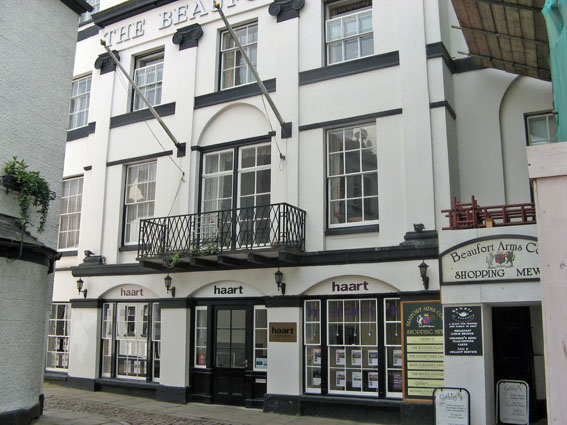
The Beaufort Arms Hotel
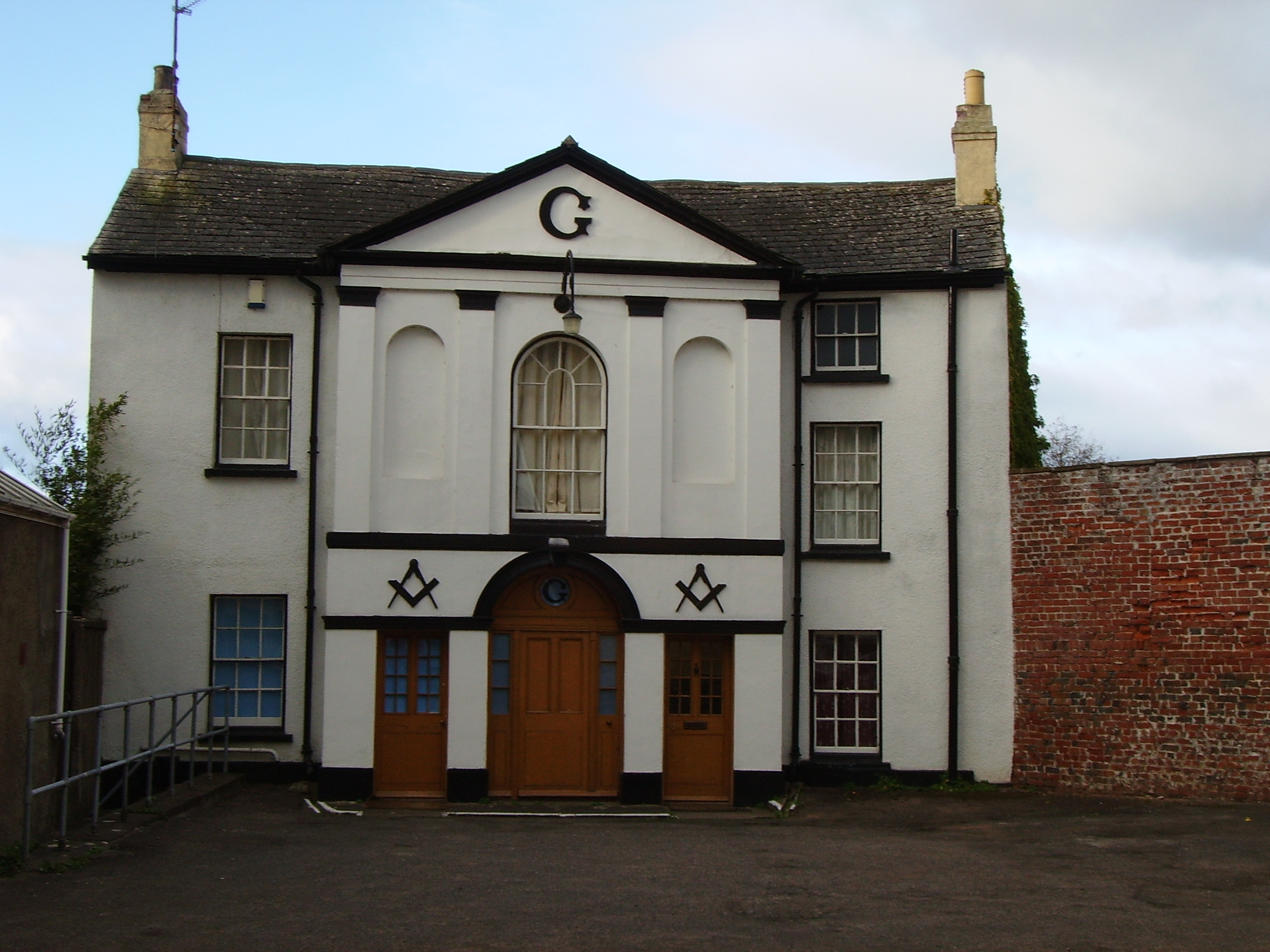
Masonic Hall

## Fordítás
- Ez a szócikk részben vagy egészben  a   George Vaughan Maddox című angol Wikipédia-szócikk ezen változatának fordításán alapul.  Az eredeti cikk szerkesztőit annak laptörténete sorolja fel. Ez a jelzés csupán a megfogalmazás eredetét és a szerzői jogokat jelzi, nem szolgál a cikkben szereplő információk forrásmegjelöléseként.